# Флюгирование

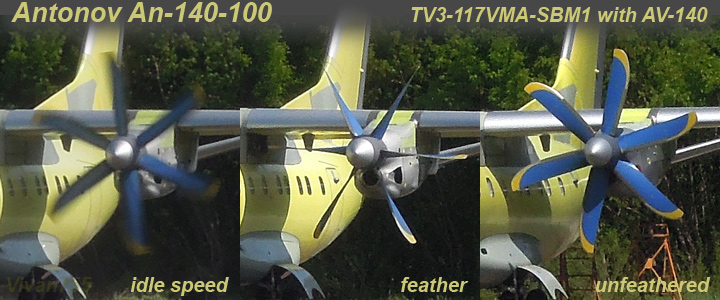
Остановка с флюгированием и расфлюгированием винта АВ-140 самолёта Ан-140-100

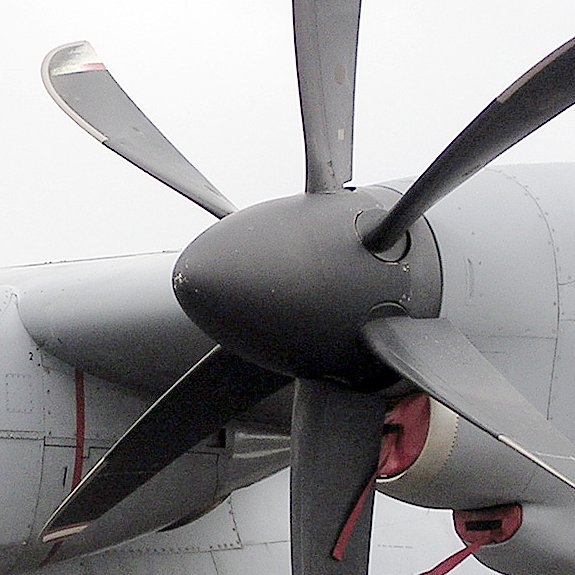
Винт Hercules C.4 Королевских ВВС в зафлюгированном положении

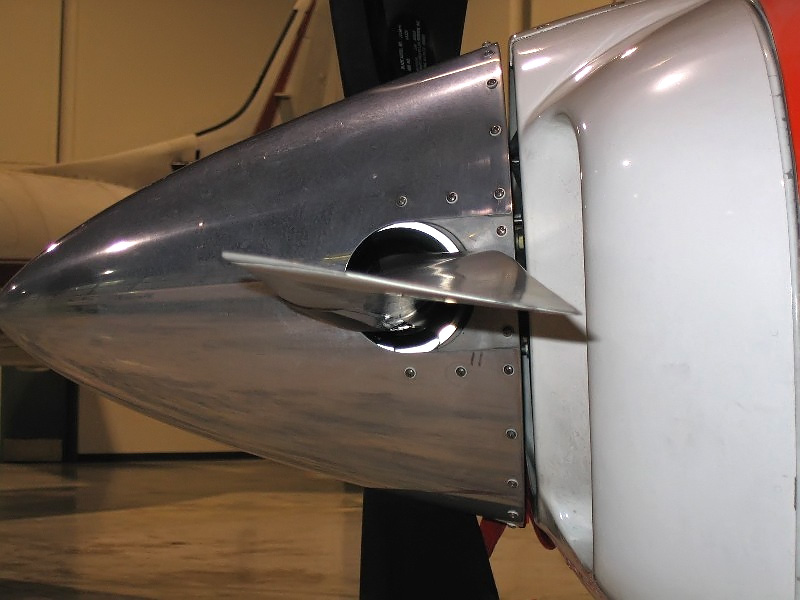
Зафлюгированный воздушный винт

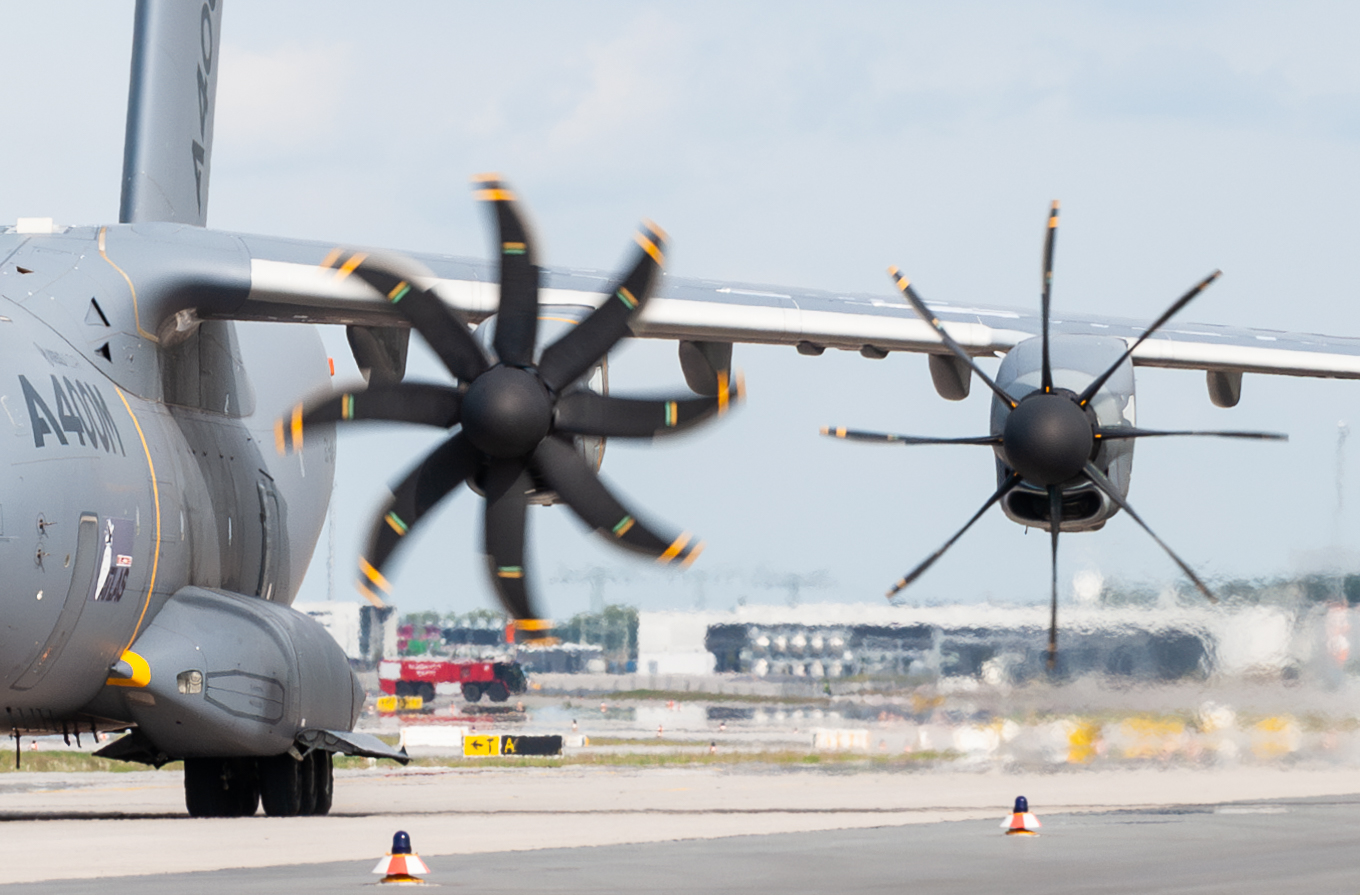
На транспортном самолёте Europrop TP400 внешний двигатель с зафлюгированным винтом

Флюгирование винта — поворот (во время полёта самолёта) лопастей воздушного винта регулируемого шага в такое положение, при котором предотвращается авторотация винта, а вклад винта в лобовое сопротивление самолёта становится минимальным. Требуемый эффект достигается при угле установки лопастей (относительно плоскости вращения) около 85—90°. Применяется в случаях, когда необходимо минимизировать сопротивление после отказа двигателя в полёте..
Вывод лопастей во флюгерное положение обычно производится гидроприводом, двигатель (цилиндр) которого находится непосредственно в винте, а насос установлен вне винтомоторной группы и автономен, так как его работа требуется уже после отказа двигателя. Например, на поршневом самолёте Ил-14, на котором стоят две винтомоторные группы, каждая из которых состоит из двигателя АШ-82Т и винта АВ-50, рабочие положения лопастей — 22-46° относительно плоскости вращения, флюгерное — 94°, жидкость (моторное масло) для управления винтом при флюгировании подаёт специальный флюгер-насос «431» с двигателем постоянного тока 27 В — по одному на ВМГ.
На Ил-14 управление флюгированием-расфлюгированием ручное, но на многих самолётах при отказе двигателя в полёте флюгирование происходит автоматически, например, на Ил-18 или Ан-12 (четыре двигателя АИ-20) — по сигналу установленного в редукторе измерителя крутящего момента ИКМ, при отказе двигателя его крутящий момент резко падает. 
Из-за отказа системы флюгирования на одном из двух отказавших двигателей потерпел аварию на взлёте один из двух опытных самолётов Ан-70 — из-за  незафлюгировавшегося винта полёт на двух оставшихся двигателях стал невозможен.
Также несработавшая система флюгирования винта была предварительно названа причиной крушения военно-транспортного самолета Ил-112В на испытаниях в Подмосковье в августе 2021 года.

## Источник
1. ↑  Авиация: Энциклопедия. — М.: Большая Российская энциклопедия, 1994.
2. ↑  Самолёт Ил-14. Конструкция и эксплуатация / М. В. Липатов, Я. Н. Пейко, Г. Г. Фаробин, Н. В. Шкляров. — М.: РИО Аэрофлота, 1957. — С. 263—286.
3. ↑  Руководство по лётной эксплуатации и пилотированию самолёта Ил-18 с четырьмя турбовинтовыми двигателями АИ-20 / Б. Бугаев. — М.: РИО Аэрофлота, 1972. — С. 151.
4. ↑  Источник: Ил-112В упал в штопор перед крушением из-за несработавшей системы флюгирования - Происшествия - ТАСС. Дата обращения: 22 августа 2022. Архивировано 1 июля 2022 года.